# 后交通动脉
后交通动脉是人体解剖学中大脑左右侧底部的动脉，为威利斯环的一部分。后交通动脉前端承接颈内动脉 (Internal Carotid Artery, ICA)，然后在颈内动脉末端进入大脑前动脉和大脑中动脉前分叉而出。其左右两侧各连接同一侧的三条大脑动脉分支。在末端，后交通动脉又与大脑后动脉相通。
大脑主要由颈内动脉和大脑后动脉供血，而后交通动脉正式连接这两个动脉系统的关键节点。后交通动脉的存在为大脑血液循环提供了冗余，具体表现为，如果其中一个血管系统被阻塞或变窄，另一个系统可以通过增加灌注来维持大脑供血。

## 发育
胎儿大脑中大脑后动脉 (Posterior Cerebral Artery, PCA) 的发育发生相对较晚，由后交通动脉尾端附近的几条胚胎血管融合而成。
胎儿大脑后动脉中的 70-90% 由后交通动脉的延续发育而来，其余大脑后动脉则由基底动脉发育而来。在发育过程中，胎儿体内的颈动脉通常随着椎动脉和基底动脉的发育而逐步消退，直到并入基底动脉中。大约 20% 的成年人的大脑后动脉起源于后交通动脉而非颈内动脉。 

## 临床意义
后交通动脉中的脑动脉瘤是动脉瘤中第三常见的 （最常见的是前交通动脉瘤）。该处动脉瘤也是动眼神经麻痹的重要因素之一。 